# Vanni Sacco
Giovanni Sacco, detto Vanni (Camporeale, 1869 – Camporeale, 4 aprile 1960), è stato un mafioso italiano, boss del mandamento di Camporeale.

## Biografia
Gabelloto del feudo Parrino in territorio di Camporeale, all'epoca in provincia di Trapani, di dove era originario, di proprietà dei Principi Beccadelli e con un'estensione di 3.200 ha, emerse come capomafia della sua cittadina nel periodo compreso tra le due guerre mondiali. Sostenitore dei Liberali, in epoca prefascista era vicino al politico Vittorio Emanuele Orlando, con cui ebbe un importante legame di amicizia. Il noto statista palermitano era solito vedersi con il Sacco sia a Roma che a Palermo, e dal 1897 veniva eletto ininterrottamente al Collegio di Partinico cui faceva riferimento Camporeale. Durante il Ventennio fascista, la sua cosca era stata decimata dalla repressione operata dal prefetto Cesare Mori.
Dopo l'occupazione alleata della Sicilia nel 1943, e dunque la fine del Fascismo nell'isola, Sacco divenne il terzo capo di Cosa Nostra dopo Calogero Vizzini e Giuseppe Genco Russo. La parentesi separatista fu breve e Sacco si iscrisse al Partito Liberale Italiano. Nel marzo 1948, a Camporeale gli uomini del Sacco sequestrarono Calogero Cangialosi, mezzadro, segretario della sezione locale del Partito Socialista Italiano, di Federterra e della locale Camera del Lavoro, allo scopo di ucciderlo, ma venne trovato e liberato dai suoi compagni alla camera e dai contadini armati di lupara. All'origine del sequestro e del tentativo di uccisione di Cangialosi lo scontro con il suo latifondista Serafino Sciortino, legato a Sacco, ma dopo un mese, il 2 aprile, fu assassinato a tradimento a colpi di mitra. Cangialosi, fu il terzo sindacalista assassinato dalla mafia in quel periodo in Sicilia dopo Epifanio Li Puma a Petralia Soprana e Placido Rizzotto a Corleone. Dopo il delitto Cangialosi, il Sacco si diede alla latitanza.
Nella seconda metà degli anni cinquanta, Sacco tentò assieme a 400 elementi a lui vicini di iscriversi alla DC, ma incontrò l'opposizione di Pasquale Almerico, allora sindaco democristiano di Camporeale e segretario cittadino del partito. Almerico, che aveva invocato inutilmente l'intervento di Giovanni Gioia, allora segretario provinciale della DC, fu assassinato la sera 25 marzo 1957 nella piazza principale del paese da cinque uomini, e gli furono scaricati addosso con 114 colpi di mitra e 7 di pistola. I proiettili ferirono anche cinque passanti e ne uccisero uno, Antonino Pollari. Per il delitto Almerico, il Sacco venne tratto in arresto, mandato al confino di polizia, e infine ricoverato a Palermo presso l'ospedale della Feliciuzza. Processato per il delitto del sindaco di Camporeale, imputato per i reati di strage, di tentato omicidio e di associazione per delinquere, e rinviato a giudizio, il procedimento penale a carico del Sacco si concluse con l'assoluzione per insufficienza di prove con sentenza emessa il 21 luglio 1958 dalla corte d'appello del Tribunale di Palermo.
Morì il 4 aprile 1960, all'età di 90 anni Alla sua morte, il comando della cosca di Camporeale passò ai figli Calogero e Giovanni, legati al clan di Gaetano  Badalamenti, rispettivamente uccisi nel 1983 e nel 1984 dai Corleonesi.